# Kokorja
Kokorja (altaisch Кӧгӧрӱ) ist ein Dorf in der Republik Altai mit 937 Einwohnern (Stand 2021).

## Etymologie
Der altaische Name Кӧгӧрӱ kann auch als Кӧк-Ӧрӧ aufgeschrieben werden. Dieser bedeutet so viel wie blaue Höhe (Кӧк - blau; Ӧрӧ - Höhe).

## Infrastruktur
Kokorja verfügt über mehrere soziale Einrichtungen sowie ein 1966 eröffnetes Heimatmuseum.

## Bevölkerung
| Jahr | Einwohner |
| ---- | --------- |
| 2010 | 1056      |
| 2011 | 1060      |
| 2012 | 993       |
| 2013 | 981       |
| 2014 | 981       |
| 2015 | 977       |
| 2016 | 941       |
| 2017 | 925       |
| 2018 | 898       |
| 2019 | 899       |
| 2020 | 932       |
| 2021 | 937       |

Nach Angaben der Volkszählung 2002 bestanden 94 % der Bevölkerung aus Telengiten und Altaiern.